# Bart van Hintum
Bart van Hintum, né le 16 janvier 1987 à Oss aux Pays-Bas, est un footballeur néerlandais qui joue au poste d'arrière gauche à l'Alcmaria Victrix (nl).

## Biographie
Il joue deux matchs en Ligue Europa avec le club du PEC Zwolle lors de la saison 2014-2015.

## Palmarès
- Champion des Pays-Bas de D2 en 2012 avec le PEC Zwolle
- Vainqueur de la Coupe des Pays-Bas en 2014 avec le PEC Zwolle
- Vainqueur de la Supercoupe des Pays-Bas en 2014 avec le PEC Zwolle